# Natalie Myburgh
Natalie Myburgh (Sudáfrica, 15 de mayo de 1940-21 de enero de 2014) fue una nadadora sudafricana especializada en pruebas de estilo libre, donde consiguió ser medallista de bronce olímpica en 1956 en los 4 x 100 metros.

## Carrera deportiva
En los Juegos Olímpicos de Melbourne 1956 ganó la medalla de bronce en los relevos de 4 x 100 metros estilo libre, con un tiempo 4:25.7 segundos, tras Australia (oro) y Estados Unidos (plata); sus compañeras de equipo fueron las nadadoras: Susan Roberts, Moira Abernethy y Jeanette Myburgh.